# CGAP
Die CGAP ist eine Denkfabrik mit Sitz in Washington, D.C. zur Förderung der  Financial Inclusion. Sie wird als internationale öffentlich-private Partnerschaft getragen von rund 30 nationalen und internationalen Entwicklungsorganisationen und unternehmensnahen Stiftungen aus den Bereichen Finanzen und IT. Erklärtes Oberziel ist es, das Leben der Armen zu verbessern. CGAP steht in der selten verwendeten Langform für Consultative Group to Assist the Poor (deutsch: Beratungsgruppe zur Unterstützung der Armen). Ihr Ziel will die CGAP erreichen, indem sie kommerzielle Geschäftsmodelle untersucht und fördert, mit denen Finanz-, IT- und Telekombranchen möglichst viele Menschen mit digitalen Finanzdienstleistungen erreichen können, vor allem auch arme Menschen.
Die Weltbank stellt die Räume und das Sekretariat für die CGAP, aber die Verwaltungs- und Finanzstruktur ist unabhängig von der Weltbank. Neben staatlichen und zwischenstaatlichen Entwicklungsorganisationen (darunter aus Deutschland KfW, giz und Ministerium für Wirtschaftliche Zusammenarbeit), sind Stiftungen von großen Unternehmen aus dem Finanz- und IT-Bereich der USA maßgebliche Mitglieder (Citi Foundation, Dell Foundation, Gates Foundation, Mastercard Foundation, Metlife Foundation, Omidyar Network). Vorsitzender des Executive Committee der CGAP ist seit April 2019 Jason Lamb von der Bill & Melinda Gates Foundation.

## Geschichte und Entwicklung der Programmschwerpunkte
Die CGAP wurde 1995 unter dem etwas anderen Namen Consultative Group to Assist the Poorest (deutsch: Beratungsgruppe zur Unterstützung der Ärmsten) zur Förderung und Steuerung der Mikrokredit-Branche gegründet. Selbstgesteckte Ziele waren die Förderung der institutionellen Entwicklung und Kommerzialisierung der Branche und die Verbesserung des regulatorischen Umfelds. Anfang der 2000er Jahre ging die CGAP dazu über, sich Consultative Group to Assist the Poor zu nennen. Eine Erläuterung zum Namenswechsel findet sich im öffentlichen Raum nicht.
Gründungsmitglieder waren die Weltbank und neun weitere staatliche und internationale Entwicklungsorganisationen. Initiator und Hauptfinancier ist die Weltbank, auch wenn ihr Anteil am Budget kontinuierlich zurückging und 2013 unter 20 Prozent sank.
Die CGAP war maßgeblich an der Etablierung des Begriffs Financial Inclusion und der Formulierung der zugehörigen Agenda beteiligt. Ab 2008 ersetzte die CGAP im eigenen Sprachgebrauch zunehmend den zuvor fast ausschließlich verwendeten Begriff Microfinance (Mikrofinanz) durch den Begriff Financial Inclusion. Dieser beschreibt die vermehrte Nutzung und die Verbesserung des Zugangs aller Menschen zu bargeldlosen, vor allem digitalen Finanzdienstleistungen des formellen Finanzsektors.
Die CGAP war 2010 auf Einladung der G20-Gruppe maßgeblich an der Abfassung des Strategiepapiers für die [Global Partnership for Financial Inclusion] (GPFI) der G20 beteiligt.
Die neue Begrifflichkeit in der Zielsetzung sollte auch einen Schwerpunktwechsel in der Programmatik ausdrücken, der mit Mikrokredit-Überschuldungskrisen unter anderem in Indien, Bosnien-Herzegovina, Marokko, Nicaragua und Pakistan in Zusammenhang stand. Diese waren ab etwa 2008 ausgebrochen, weil die kommerziellen Mikrofinanzanbieter teure Kredite sehr aggressiv und ohne ausreichende Prüfung der Zahlungsfähigkeit ihrer armen Kundschaft in den Markt gedrückt hatten. Deshalb sollte künftig die Priorität für die CGAP nicht mehr so sehr der Zugang zu Krediten und anderen Dienstleistungen liegen, sondern stärker auf der verantwortlichen Erbringung dieser Dienste.

## Kooperationen und Mitgliederüberschneidungen
Die CGAP ist eine Hauptumsetzungspartnerin der Global Partnership for Financial Inclusion (GPFI) der G20.
Im Jahr 2012 gründeten CGAP-Mitglieder aus dem Bereich der unternehmensnahen Stiftungen und das CGAP-Mitglied United Nations Capital Development Fund (UNCDF) die Better Than Cash Alliance, die ebenfalls unter die wichtigsten Umsetzungspartner der GPFI aufgenommen wurde. Die Allianz fördert die Digitalisierung des Zahlungsverkehrs und die Zurückdrängung der Bargeldnutzung unter dem Oberziel der Financial Inclusion. Gemeinsame Kern-Mitglieder beider Gruppen sind neben UNCDF die Gates Foundation, Mastercard Foundation, Omidyar Network und die Citi Stiftung.
Auch zur Alliance for Financial Inclusion (AFI), die vom CGAP-Mitglied Gates Foundation finanziert wird, gibt es enge Verbindungen und Kooperationen. Auch die AFI ist Umsetzungspartnerin der GPFI. Das Netzwerk für Top-Manager von Zentralbanken und Finanzaufsichtsbehörden in Entwicklungs- und Schwellenländern will diese dabei unterstützen, Zugang und Nutzung moderner, bargeldloser Finanzdienstleistungen durch die bisher Unterversorgten zu verbessern.
Viele Regierungen und internationale Organisationen sind Mitglied in mehreren der genannten Gruppen. Die deutsche Entwicklungshilfeorganisation giz stellt das Sekretariat der AFI und ist Mitglied der CGAP.